# Dialogue sur les deux grands systèmes du monde

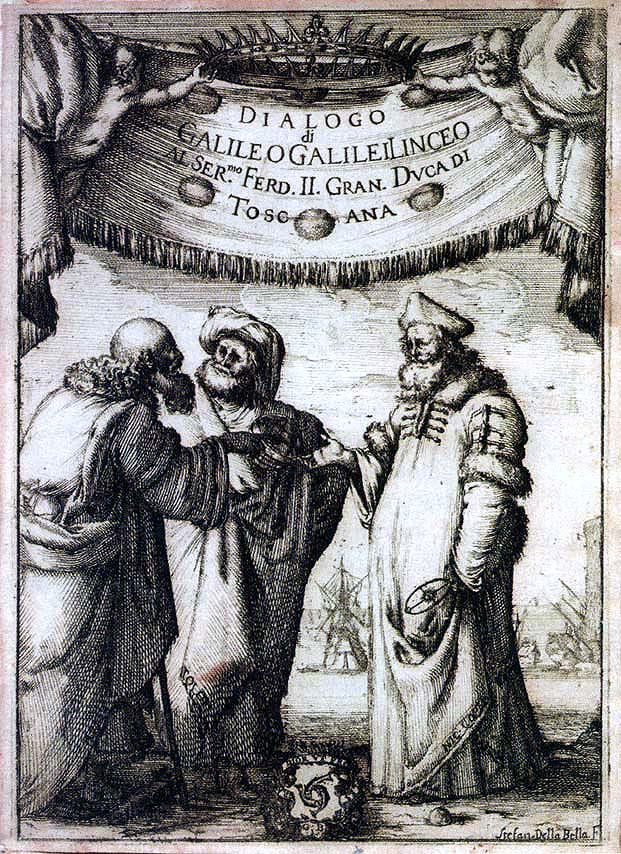
Ouvrage Dialogue sur les deux grands systèmes du monde publié par Galilée en 1632.

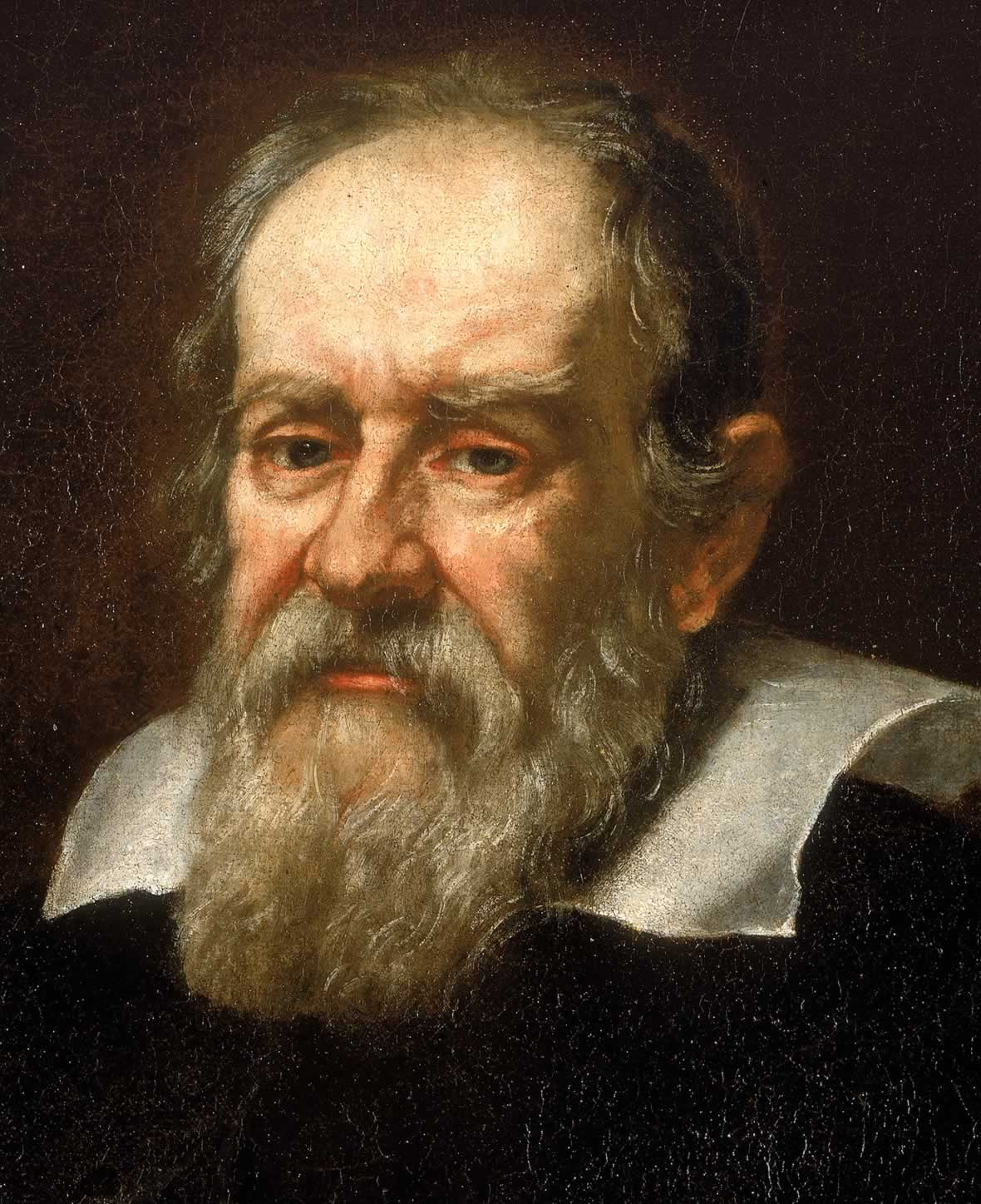
Portrait de Galilée par Giusto Sustermans en 1636.

Le Dialogue sur les deux grands systèmes du monde (en italien : Dialogo sopra i due massimi sistemi del mondo) est un ouvrage demandé à Galilée par le pape Urbain VIII vers 1624 et publié en 1632. Il est rédigé comme un dialogue entre trois personnes, la première favorable au système héliocentrique de Copernic, la deuxième au système géocentrique de Ptolémée, et la troisième sans opinion préalable sur la question. Galilée laisse clairement entendre sa préférence pour les thèses héliocentriques, alors suspectes à l'Église catholique, et contredisant par ailleurs l'enseignement d'Aristote, donc la totalité du monde universitaire de son époque. L’année suivante, lors d’un procès qui eut un grand retentissement, il se voit contraint de se rétracter.

## Contexte
Le 22 février 1632, Galilée présente son ouvrage achevé d'imprimer au grand-duc de Toscane Ferdinand II de Médicis.
La publication de cet ouvrage eut un retentissement particulier en Europe, du fait du procès de l'Église catholique qui fut intenté à Galilée en 1632 et 1633, pour cet ouvrage qui, bien que commandé par le pape Urbain, contrevenait aux interdictions des écrits favorables à l'héliocentrisme de 1616.
Galilée fut condamné à l'âge de 69 ans à renier ses théories hérétiques devant le tribunal Inquisiteur catholique sur demande du pape Urbain VIII en juin 1633 ce à quoi il se résigna afin de ne pas brûler vif sur un bûcher. Celui-ci le fit assigner à résidence où il put continuer ses recherches dans la discrétion durant neuf ans jusqu'à sa disparition.

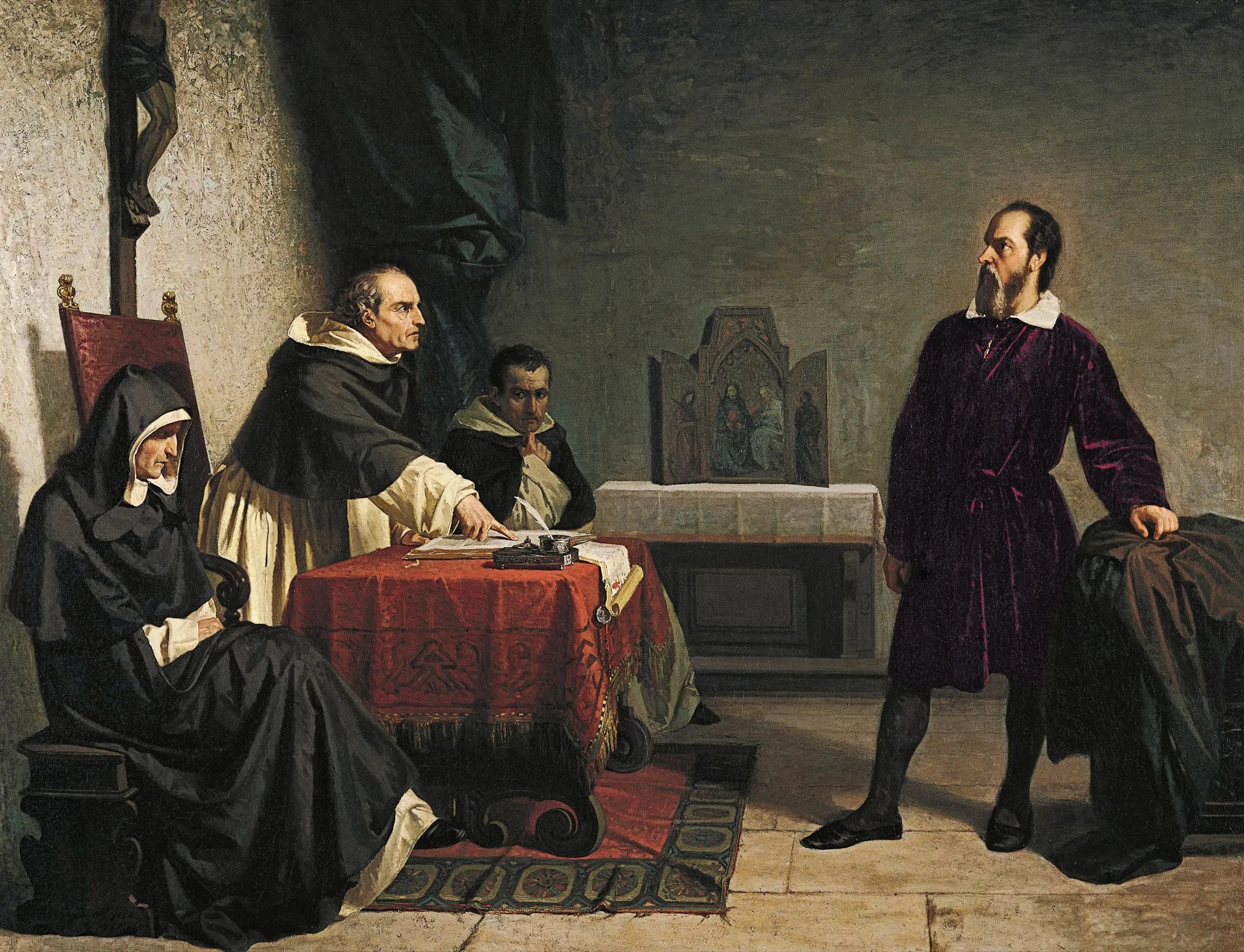
Galilée face au tribunal de l'Inquisition catholique romaine peint en 1857 par Cristiano Banti.

## L'ouvrage
Le Dialogue se déroule à Venise sur quatre journées entre trois personnages : Salviati, porte-parole de Galilée ; Sagredo, éclairé mais sans a priori ; et Simplicio, un défenseur de la physique aristotélicienne, un personnage dans lequel Urbain VIII se serait reconnu.
Deux de ces personnages sont aussi des personnes réelles : Gianfrancesco Sagredo (1571-1620), un Vénitien, et Filippo Salviati (1582-1614), un Florentin, tous deux amis de Galilée et dont celui-ci a voulu perpétuer la mémoire. Quant au troisième personnage, lorsqu'on lui reprocha le caractère ostensiblement péjoratif de Simplicio, Galilée répondit qu'il s'agissait de Simplicius de Cilicie.

## Réception par Descartes
Descartes apprit l'issue du procès de Galilée en novembre 1633. Il reçut l'ouvrage Dialogo sopra i due massimi sistemi del mondo par son ami, Isaac Beeckman, en 1634 qu'il ne put toutefois conserver qu'un peu plus d'une journée avant que Beeckman le reprenne avec lui en poursuivant sa route pour se rendre à Dort (voir le commentaire de Descartes ci-contre).
Descartes avait lui-même écrit un Traité du monde et de la lumière. Ne souhaitant pas être condamné par l'Église, il renonça à publier cet ouvrage et en présenta une version abrégée dans la partie V du Discours de la méthode (1637) en évitant soigneusement la question de l'héliocentrisme.